# Jan Kounen
Jan Kounen, nato Jan Coenen (Utrecht, 2 maggio 1964), è un regista, sceneggiatore e produttore cinematografico olandese naturalizzato francese.

## Biografia
Kounen studia all'Arts Décoratifs de Nice (E.P.I.A.R.), dove gira i suoi primi cortometraggi e da cui esce nel 1988 con il Diplôme National Supérieur d'Expression Plastique. Diventato assistente operatore e affermato regista di videoclip e spot pubblicitari, continua a realizzare cortometraggi, che riscuotono crescente successo: Gisele Kerozene (1989) vince il Grand Prix del cortometraggio al Festival internazionale del film fantastico di Avoriaz, Vibroboy (1993) vince il Prix de la Recherche al Festival international du court métrage de Clermont-Ferrand, in Le dernier Chaperon Rouge (1996) ha a disposizione un'attrice come Emmanuelle Béart.
Esordisce nel lungometraggio nel 1997 con Dobermann, interpretato dalla coppia Vincent Cassel e Monica Bellucci. Durante le ricerche in Messico e Perù per l'adattamento cinematografico del celebre fumetto western francese Blueberry, entra in contatto e si appassiona allo sciamanesimo, al punto che oltre al film Blueberry, uscito nelle sale nel 2004, realizza il documentario D'autres mondes, fonda un'associazione, Spirit of the Anaconda, e programma una serie di documentari sul tema, Another Reality, che lo portano a girare un altro documentario, Darshan - L'étreinte (2005), presentato fuori concorso al Festival di Cannes 2005.
Il suo successivo film, 99 francs (2007), è tratto dall'omonimo romanzo sul mondo pubblicitario, ben conosciuto dallo stesso Kounen, scritto da Frédéric Beigbeder. Nel 2008 partecipa al film collettivo 8, che coinvolge fra gli altri Jane Campion, Gus Van Sant e Wim Wenders, con l'episodio The story of Panshin Beka. Il film viene presentato al Festival Internazionale del Film di Roma 2008. Si cimenta poi nel film biografico con Coco Chanel & Igor Stravinsky, su un periodo della vita di Coco Chanel (interpretata da Anna Mouglalis), scelto come film di chiusura del Festival di Cannes 2009.

## Filmografia

### Cortometraggi
- Les aventures de Jeff Blizzard (1986)
- The broadsword (1986)
- Soft (1986)
- Het journaal (1987)
- Het Virus (1987)
- Gisele Kerozene (1989)
- L'âge de plastic (1991)
- Vibroboy (1993)
- Capitaine X (Né pour mourir) (1994)
- Le dernier Chaperon Rouge (1996)
- The story of Panshin Beka (2008) - episodio del film collettivo 8

### Lungometraggi
- Dobermann (1997)
- Blueberry (Blueberry, l'expérience secrète) (2004)
- D'autres mondes (2004)
- Darshan - L'étreinte (2005)
- 99 francs (2007)
- Coco Chanel & Igor Stravinsky (2009)
- Vape Wave (2015)
- Mère Océan (2016)
- Mon cousin (2020)